# Johannes Rosman
Johannes Hubrecht Rosman (Schiedam, 29 oktober 1909 – Klaaswaal, 21 april 2000) was gedurende de Tweede Wereldoorlog een hoofdambtenaar en secretaris van de directie van de R.E.T. Hij was lid van de N.S.B, en daarbij Kringleider van de Kring "Nieuwe Waterweg". Hij was vertrouwensman van toenmalige burgemeester van Rotterdam F.E. Müller. Na de oorlog is hij veroordeeld tot een gevangenisstraf van 20 jaar.

## Tijdens de Tweede Wereldoorlog
Rosman wordt in 1942 aangewezen door Burgemeester Müller, van wie hij vertrouwensman is, als hoofdambtenaar bij de R.E.T. Een van zijn speciale functies was daar het behandelen van personeelsaangelegenheden. Hij trad daarvoor vaak in contact met de burgemeester en wethouder J.P.F. Dijkhuis. In deze positie hield hij op personeelskaarten de politieke voorkeur van het personeel van de R.E.T. bij. Hij probeerde zoveel mogelijk mensen lid te laten worden van het N.A.F. Mensen die weigerden, werden bedreigd met tewerkstelling in Duitsland. Dit is ook meerdere malen voorgekomen.
Een aantal personeelslieden zijn door Rosman overgedragen aan de S.D. Een aantal hiervan zijn gevangengenomen in Nederland en Duitsland. Minstens drie van de aangegeven mannen zijn uiteindelijk gefusilleerd door de Duitsers.

## Na de oorlog
Na het aflopen van de Tweede Wereldoorlog wordt Rosman gearresteerd. Hij zit vast vanaf 26 juli 1945. Er wordt de doodstraf tegen hem geëist, maar hij wordt uiteindelijk veroordeeld tot 20 jaar. Hij zit vast in o.a. Kamp Julia te Eygelshoven, waar hij in de mijnen werkt. Later zit hij zijn straf uit op het Oostereiland in Hoorn. Hij ontvangt 4 keer gratie, waardoor zijn uiteindelijk straf wordt verlaagd naar 15 jaar.